# Uuslinn

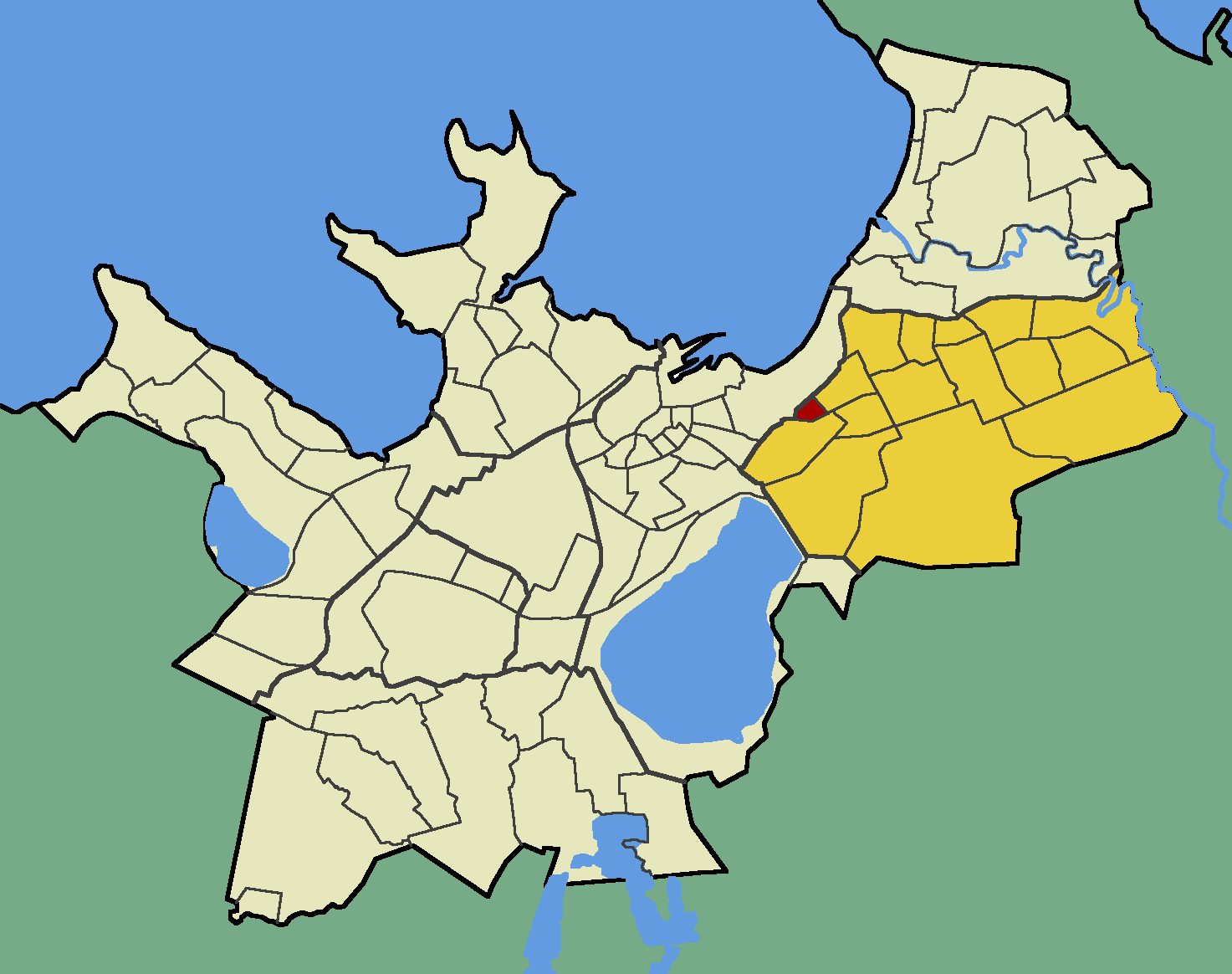
Der Bezirk Uuslinn (rot) im Tallinner Stadtteil Lasnamäe (gelb)

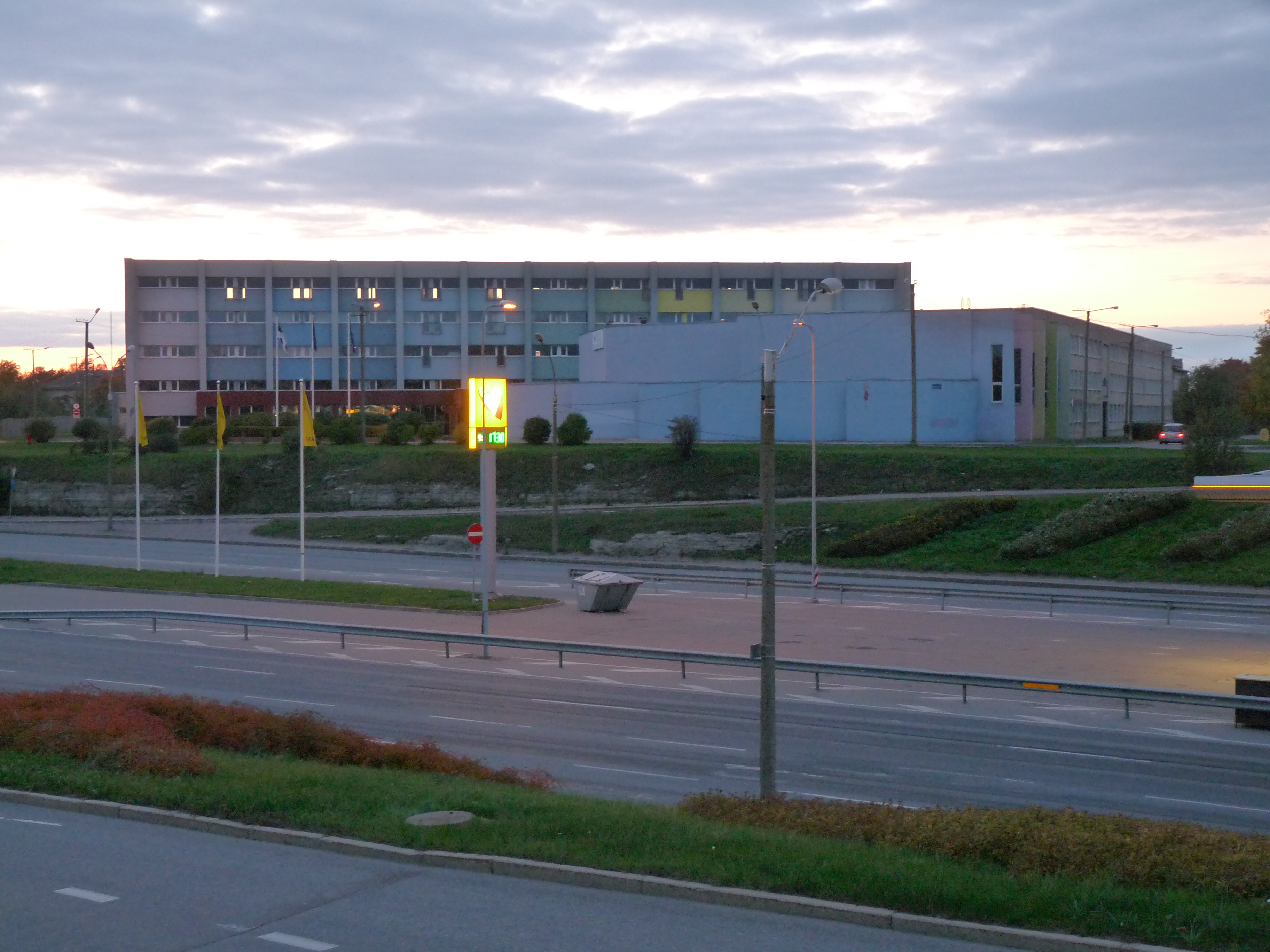
Berufsschule für Mechaniker in Uuslinn

Uuslinn (zu Deutsch „Neustadt“) ist ein Bezirk (estnisch asum) der estnischen Hauptstadt Tallinn. Er liegt im Stadtteil Lasnamäe (deutsch „Laaksberg“).

## Beschreibung
Der Stadtbezirk hat 362 Einwohner (Stand 2011).
In Uuslinn befinden sich die Hauptverwaltung des Estnischen Wasserstraßenamts (Veeteede amet) und ein Berufsschulzentrum für Mechaniker (früher „Berufsschule Nr. 21“).